# Morio
Pour les articles homonymes, voir Morio (homonymie).
Nymphalis antiopa
Espèce
Le Morio (Nymphalis antiopa) est une espèce holarctique de lépidoptères appartenant à la famille des Nymphalidae.

## Description
C'est un grand papillon au vol puissant, avec une envergure variable allant de 45 à plus de 90 mm selon les zones géographiques et les individus, mais le plus fréquemment de l'ordre de 65 à 75 mm. Le dimorphisme sexuel est faible, la femelle est plus grande que le mâle.
Son dessus est marron foncé avec une bande marginale jaune devenue blanche après hibernation, doublée d'une série complète de taches marginales bleues.
Son dessous noirâtre comporte aussi une bande marginale jaune, blanche après hibernation.

### Chenille
La chenille vit en colonies dans un cocon de mai à juillet.
Munie d'épines, elle se caractérise par des taches rouges médianes.

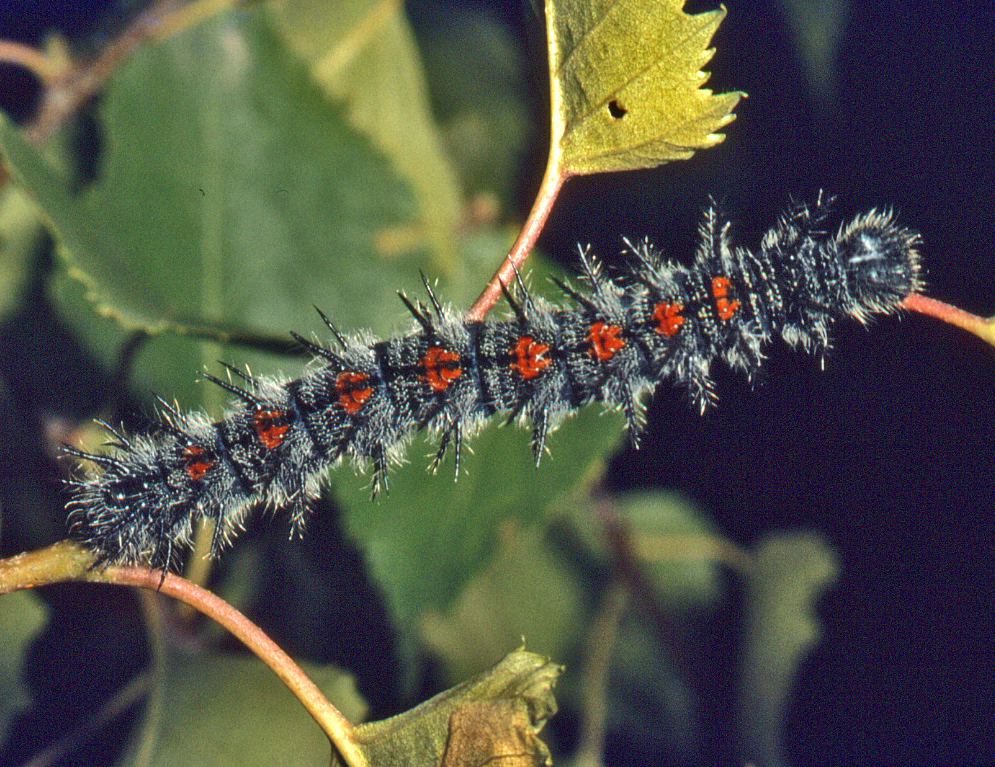
Chenille épineuse
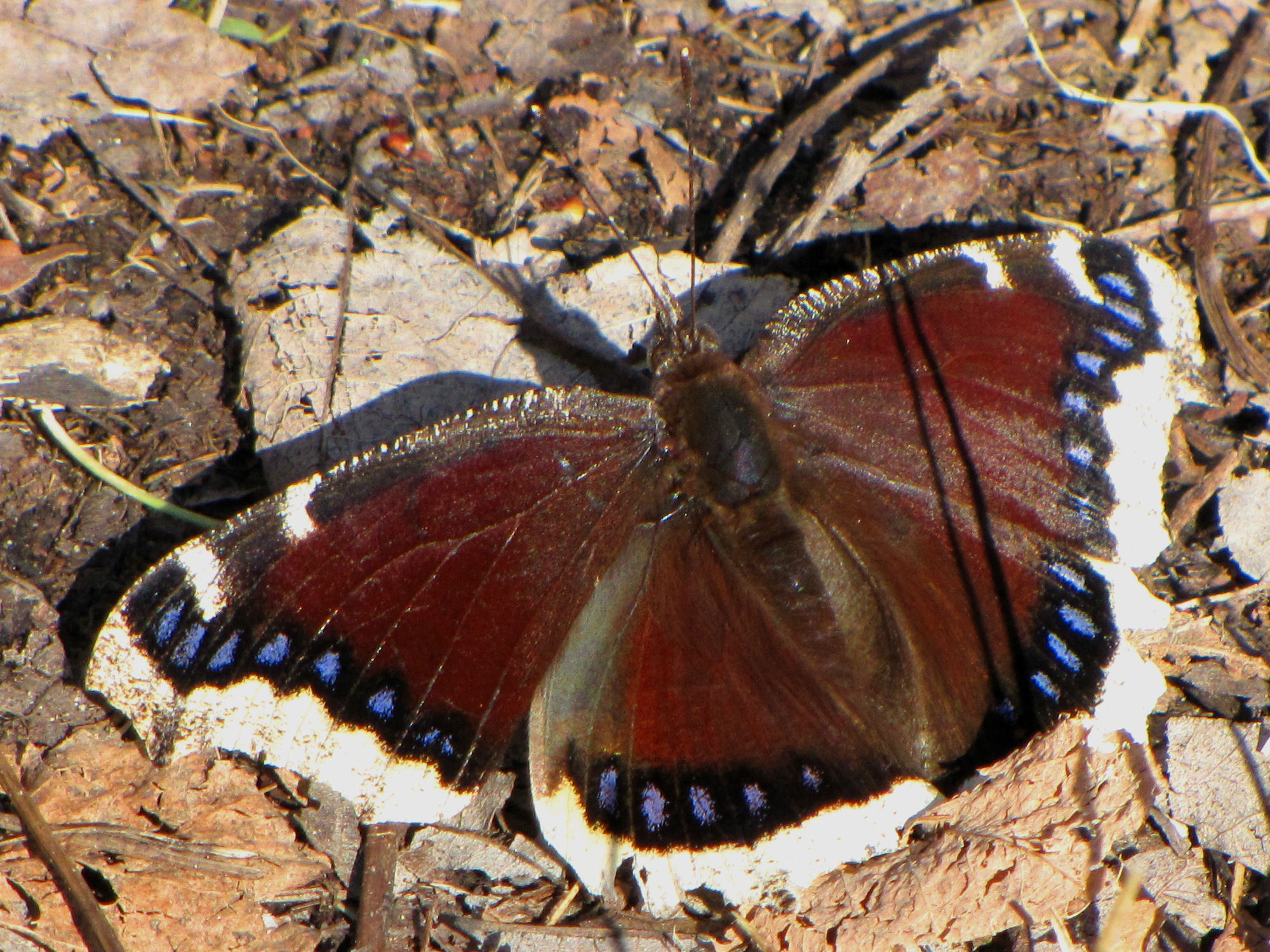
Nymphalis antiopa (Finlande)
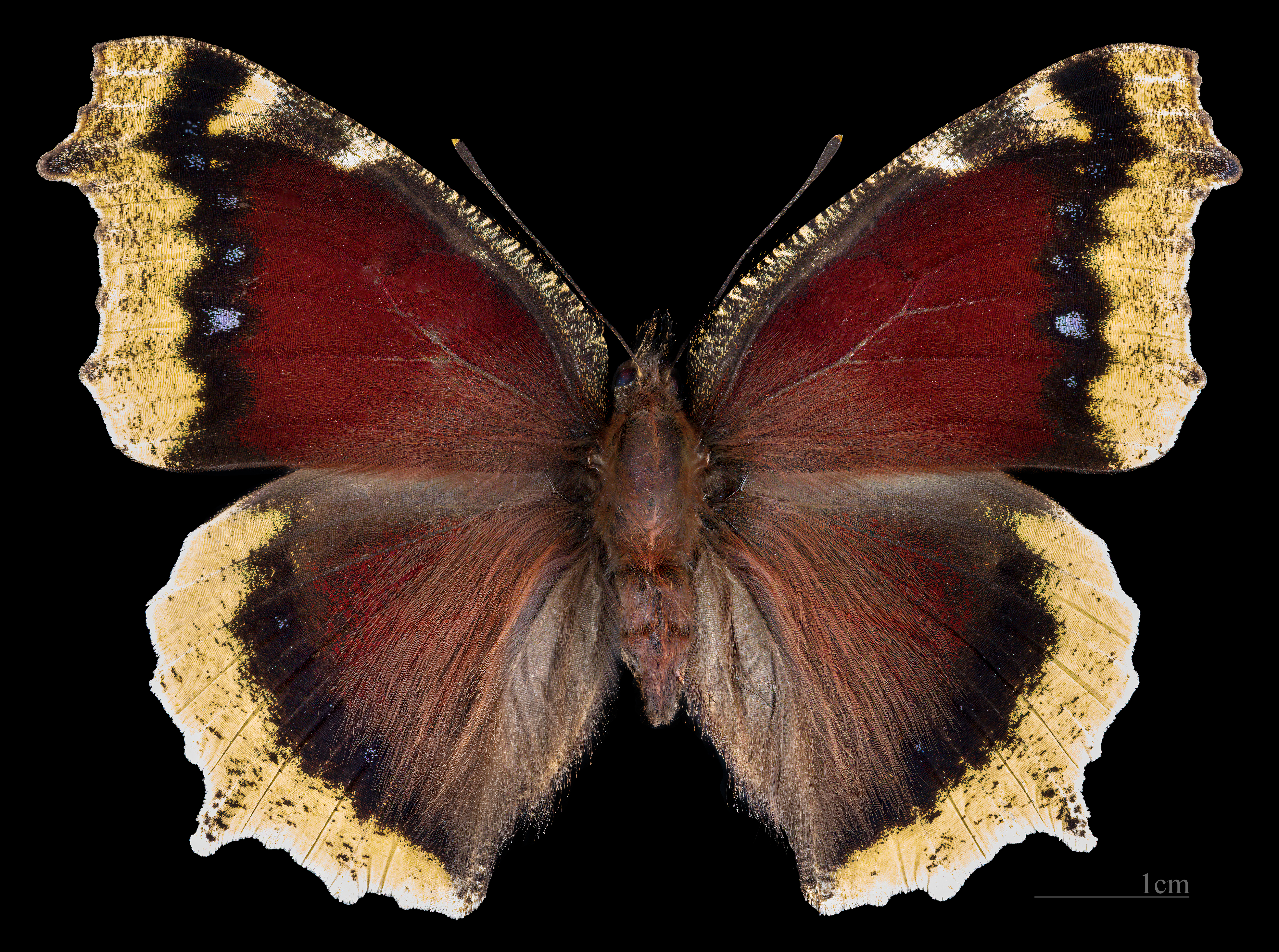
Forme aberrante, Ex larva ♂
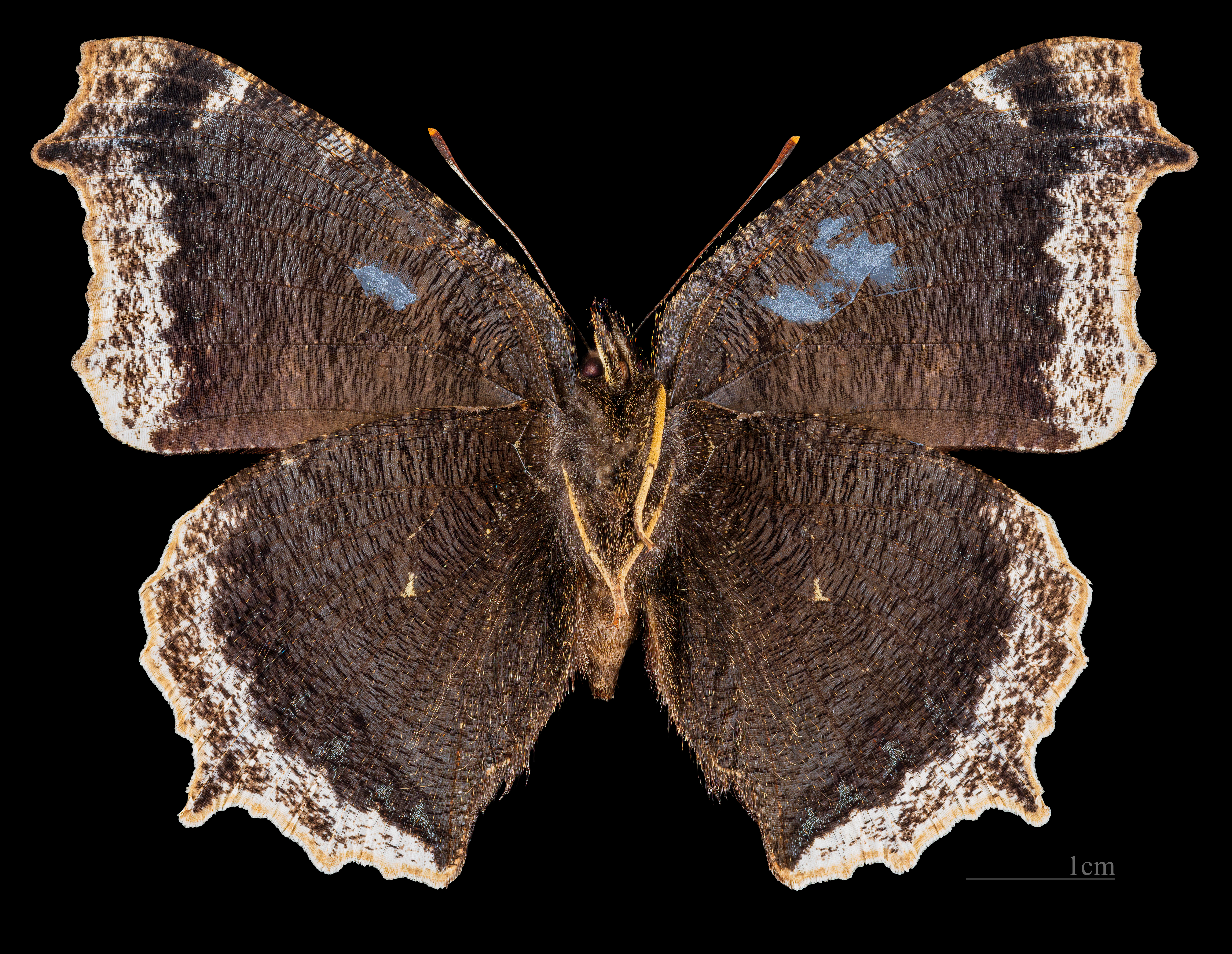
Forme aberrante, Ex larva ♂ △

## Biologie

### Période de vol et hibernation
Il vole à partir de février après avoir hiverné.
Il est univoltin : une génération annuelle apparaît entre juin et août. Sa longévité de 10 à 11 mois est exceptionnelle pour un papillon.

### Plantes-hôtes
Les plantes-hôtes de sa chenille sont des arbres : des saules dont le saule marsault (Salix caprea), des bouleaux dont le bouleau verruqueux (Betula pendula), des ormes (Ulmus) et le peuplier tremble (Populus tremula).

## Écologie et distribution
Répartition : de l’ouest de l’Europe à l’Asie et l’Amérique du Nord, Madagascar, Australie, Birmanie, Inde, Ceylan, Arabie saoudite.
Il est migrateur dans toute la zone nord de son aire de répartition mais la limite entre les zones de sédentarité et les zones de migration n'est pas déterminée. Il est sûrement migrateur en Suède et rarement migrateur en Grande-Bretagne.
En France métropolitaine, il a disparu de plusieurs départements ; dans 27 départements, il n'a pas été inventorié de façon certaine depuis 1980.

### Biotope
Son habitat est composé de landes sèches et humides et de forêts de bouleaux et saules.

## Systématique
L'espèce Nymphalis antiopa a été décrite par le naturaliste suédois Carl von Linné en 1758, sous le nom initial de Papilio antiopa.

### Synonymie
- Papilio antiopa Linné, 1758 Protonyme
- Vanessa antopia
- Papilio tremulae Esper, 1800
- Limenitis rilocola Seitz, 1908

### Noms vernaculaires
Il est appelé Morio sous sa forme Imago (papillon) et chenille épineuse de l'orme sous sa forme larvaire.
Il se nomme Mourning Cloak en Amérique du Nord, Camberwell Beauty en Grande-Bretagne, Trauermantel en Allemagne et Rusałka żałobnik en Pologne.

### Taxonomie
Il appartient à de la famille des Nymphalidae, à la sous-famille des Nymphalinae, au genre Nymphalis et au sous-genre Euvanessa (Scudder, 1889).
Sous-espèces :
- Nymphalis antiopa antiopa Linné , 1758
- Nymphalis antiopa asopos (Fruhstorfer, 1909) présent au Japon
- Nymphalis antiopa hyperborea (Seitz, 1914)

## Le Morio et l'Homme

### Protection
En France, il est en très forte régression, avec le statut assez rare.
Il bénéficie d'un statut de protection en Île-de-France.
Il est protégé en Autriche et en Suisse.

### Philatélie
Ce papillon figure sur un timbre hongrois, un timbre allemand et deux timbres d'une émission de Nouvelle-Calédonie de 1969 (valeurs faciales : 13 F et 15 F).

### Dessins
Le Morio a été dessiné par Jakob Hübner.

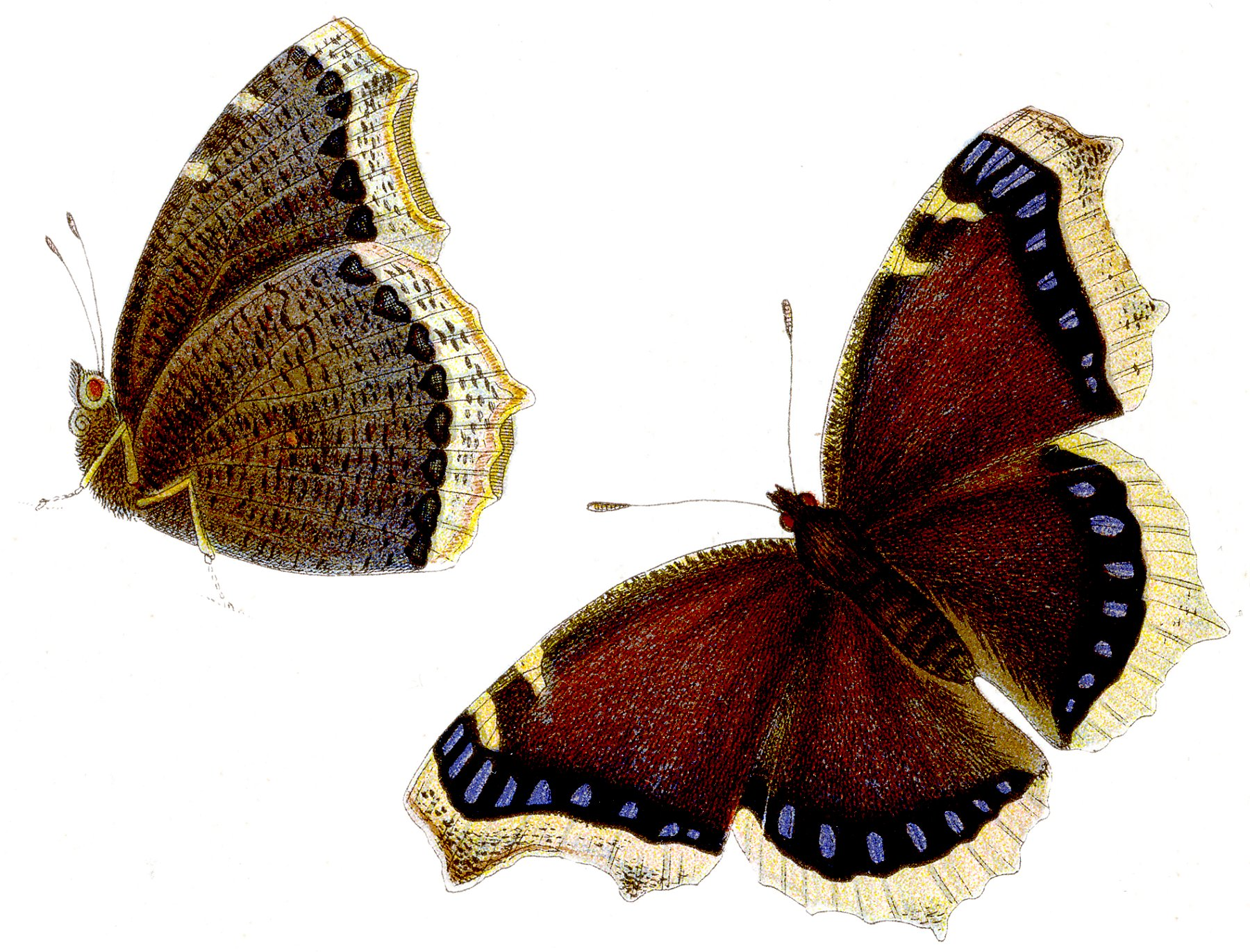
Illustration de Jakob Hübner